# 芒格阿拉吉里
芒格阿拉吉里（Mangalagiri），是印度安得拉邦Guntur县的一个城镇。总人口59443（2001年）。

## 人口
该地2001年总人口59443人，其中男性29902人，女性29541人；0—6岁人口6735人，其中男3438人，女3297人；识字率66.32%，其中男性为73.68%，女性为58.86%。